# Свети Никола (Буриловци)
Вижте пояснителната страница за други значения на Свети Никола.
„Свети Никола“ (на македонска литературна норма: „Свети Никола“) е късносредновековна православна църква в щипското село Буриловци, източната част на Република Македония. Част е от Брегалнишката епархия на Македонската православна църква – Охридска архиепископия.
Църквата е гробищена, изградена и изписана в края на XV – началото на XVI век върху развалините на по-стар храм, вероятно от IX век. Тя е най-старият запазен храм в Овче поле.
Представлява еднокорабна, правоъгълна сграда от дялан и ломен камък с хоросан. Покрита е с полукръгъл свод. Покривът е от каменни плочи. Входът е от западната страна, през ниска, еднокрила врата. Единствените други отвори са две монофори – на южната стена и на полукръглата апсида. Името на зографа на църквата е неизвестно, но е с високи художествени умения. Особено се отличават композициите „Успение Богородично“, „Сретение“, „Рождество Христово“ и други. Стиловите характеристики на стенописите – известната монументалност, пастелният колорит и декоративните елементи, ги датират в края на XV – началото на XVI век. Изписана е наново в XIX век. Част от иконостаса и иконите на храма са в Музея в Свети Никола.
Храмът е обявен за паметник на културата.
- Стенописи